# أنشوفة ستاركس
أنشوفة ستاركس (الاسم العلمي: Anchoa starksi) (بالإنجليزية: Starks's anchovy)‏ هي نوع من الأسماك تتبع جنس الأنشوفة من الفصيلة البلمية.